# Huragan Okeechobee
Huragan Okeechobee, albo Huragan San Felipe Segundo – jeden z dziesięciu najbardziej morderczych huraganów, jakie kiedykolwiek nawiedziły Stany Zjednoczone. We wrześniu 1928 przeszedł nad Wyspami Bahama, Małymi Antylami, Portoryko i Florydą. Był to pierwszy zarejestrowany sztorm tropikalny, który osiągnął piątą kategorię w skali Saffira Simpsona; do 2008 roku był to także jedyny cyklon piątej kategorii, który uderzył w Portoryko.
Huragan pozostawiał za sobą ogromne zniszczenia. Na obszarze Gwadelupy życie straciło 1200 osób. W Portoryko cyklon uderzył po osiągnięciu piątej kategorii – zginęło tam 300 osób, a setki tysięcy zostały bez dachu nad głową. Na Florydzie śmierć poniosło z kolei 2500 osób. Tak duża liczba zabitych była skutkiem przerwania wałów przeciwpowodziowych zabezpieczających jezioro Okeechobee, w wyniku czego zalany został obszar o powierzchni setek mil kwadratowych. Zniszczenia po przejściu burzy wyniosły 100 milionów dolarów. Po uwzględnieniu inflacji i przeliczeniu wydatków na dzisiejsze pieniądze koszt przewyższa zatem miliard dolarów amerykańskich.

## Historia meteorologiczna
Huragan został po raz pierwszy zauważony 1450 kilometrów na wschód od Gwadelupy przez statek „S.S. Commack”. Był to wówczas najbardziej wysunięty na wschód od Ameryki cyklon, o którym sprawozdanie zostało przekazane poprzez radio okrętowe. Huragan utworzył się niedaleko Republiki Zielonego Przylądka, najprawdopodobniej na cztery dni przed przekazem radiowym.
Gdy zbliżył się on do Wysp Karaibskich, osiągnął trzecią kategorię w skali Saffira Simpsona. 12 września sztorm przeszedł nad Gwadelupą i Wyspami Nawietrznymi; ciśnienie wynosiło tam wówczas 940 hektopaskali. Jeden ze statków przebywających na południe od tamtych obszarów, niedaleko wyspy Saint Croix doniósł o niższym nawet ciśnieniu, które miało wynosić 931 hektopaskali. Dzień później cyklon uderzył w Portoryko; wiatr miał wówczas wiać z prędkością 260 km/h (160 mph), jednakże pomiar ten nie jest możliwy do zweryfikowania, ponieważ urządzenie rejestrujące znajdujące się w San Juan zostało przez wiatr zniszczone. Ten niesprawdzony pomiar mówił o największej sile wiatru huraganowego; ten rekord był aktualny do czasu przejścia nad Stanami Zjednoczonymi huraganu Dog w 1950 roku, choć huragan Labor Day z 1935 roku mógł być silniejszy. Raport z miasta San Juan, stolicy Portoryko, mówił o sile wiatru dochodzącej do 230 km/h, zaś inny raport, pochodzący z miasta Guayama mówił o ciśnieniu atmosferycznym wynoszącym 936 hektopaskali. Powyższe pomiary zostały zarejestrowane na trzy godziny przed osiągnięciem przez cyklon największej siły wiatru. Wszystkie te pomiary uczyniły huragan Okeechobee pierwszym cyklonem na Oceanie Atlantyckim, który osiągnął piątą kategorię w skali Saffira Simpsona, choć jest właściwie pewne, że wcześniejsze sztormy także osiągały taką siłę; najbardziej prawdopodobne jest to, że tę siłę osiągnął cyklon Great Havana Hurricane, który przeszedł nad Stanami Zjednoczonymi w 1846 roku.
Podczas przechodzenia nad Portoryko huragan osiągał bardzo duże rozmiary. Po przejściu nad miastem Guayama średnica cyklonu została oszacowana na około 376 kilometrów – przemieszczał się on nad miastem przez 18 godzin z prędkością 21 km/h. Po opuszczeniu Karaibów huragan przeszedł nad wyspami Bahama jako cyklon czwartej kategorii, po czym kontynuował przemieszczanie się na północny zachód. Wieczorem 16 września czasu lokalnego znalazł się nad południową Florydą. Ciśnienie atmosferyczne wynosiło wówczas 929 hektopaskali, zaś wiatr wiał z prędkością 240 km/h. Początkowo Richard Gray – naukowiec w Amerykańskim Biurze Pogodowym (ang. U.S. Weather Bureau) – był przekonany, że burza oszczędzi Florydę. Oko cyklonu weszło na ląd niedaleko miasta West Palm Beach, a niedużo później przeszło bezpośrednio przez Jezioro Okeechobee. Szczytowe porywy wiatru w pobliżu obszaru niemanipulacyjnego Canal Point zostały oszacowane na 260 km/h. Po przejściu nad Florydą huragan skręcił na północny wschód i 19 września przeszedł nad Georgią, Karoliną Północną oraz Południową. Dzień później przemieścił się w głąb lądu, znalazł się nad Kanadą i połączył się z niżem atmosferycznym znajdującym się w pobliżu Toronto.

## Oddziaływanie
| Liczba osób zabitych według stanów | Liczba osób zabitych według stanów | Liczba osób zabitych według stanów | Liczba osób zabitych według stanów |
| Region                             | Zabici                             | Lokalizacja                        | Zabici                             |
| ---------------------------------- | ---------------------------------- | ---------------------------------- | ---------------------------------- |
| Karaiby Bahamy                     | 1575                               | Martynika                          | 3                                  |
| Karaiby Bahamy                     | 1575                               | Gwadelupa                          | 600–1200                           |
| Karaiby Bahamy                     | 1575                               | Montserrat                         | 42                                 |
| Karaiby Bahamy                     | 1575                               | Nevis                              | 14                                 |
| Karaiby Bahamy                     | 1575                               | Portoryko                          | 312                                |
| Karaiby Bahamy                     | 1575                               | Bahamy                             | 18                                 |
| Stany Zjednoczone                  | 2500+                              | Floryda                            | 2500+                              |
| Ogółem                             | Ogółem                             | Ogółem                             | 4089+                              |

### Wyspy Nawietrzne
Huragan przeszedł bezpośrednio przez Wyspy Nawietrzne na Morzu Karaibskim, rosnąc w siłę. Na wyspie Dominika prędkość wiatru wyniosła 39 km/h – nie było tam żadnych uszkodzeń. Na Martynice odnotowano trzy ofiary śmiertelne; zmarły one na południe od trasy cyklonu. Znacznie większe straty w ludziach poniosła Gwadelupa; zmarło tam od 600 do 1200 ludzi, zaś paryskie radio donosiło o „bardzo dużych zniszczeniach” na wyspie.
Do Montserratu ostrzeżenie meteorologiczne dotarło odpowiednio wcześnie, ale i tak zniszczenia na wyspie wyniosły ponad 150 tysięcy funtów szterlingów; odnotowano także 42 ofiary śmiertelne. Miasta Plymouth i Salem zostały kompletnie zdewastowane. Straty w zbiorach spowodowały niebezpieczeństwo śmierci ludzi z głodu przed nadejściem pomocy. Cyklon przemieścił się na południe od wysp Saint Kitts i Saint Croix. Nie odnotowano tam żadnych ofiar śmiertelnych, wyspy doznały jednak dużych zniszczeń. Na znajdującej się nieopodal wyspie Nevis zginęło 14 osób.

### Portoryko
Gdy huragan dotarł do Portoryko, miał siłę piątej kategorii w Skali Saffira Simpsona. Ostrzeżenie meteorologiczne dotarło do tego obszaru kilkadziesiąt godzin przed nadejściem cyklonu, dzięki czemu wszyscy mieszkańcy zostali uprzedzeni o zbliżaniu się sztormu. Ostrzeżenie zostało wysłane także do statków znajdujących się na wodach terytorialnych. Dobre przygotowanie do nadejścia cyklonu było przyczyną stosunkowo niskich szkód; odnotowano śmierć 312 osób i kilka zaginionych statków. Dla porównania, słabszy huragan San Cirraco, który przeszedł nad tym obszarem w 1899 roku, spowodował na tym obszarze śmierć ponad 3 tysięcy osób. Straty materialne na wyspie wyniosły 50 milionów ówczesnych dolarów (500 milionów USD 2008). Największe uszkodzenia odnotowano w północno-wschodniej części wyspy. Cyklon miał wówczas siłę trzeciej kategorii; przemieszczał się nad wyspą przez blisko 18 godzin. Opady wyniosły blisko 250 mm, zaś na niektórych obszarach spadło nawet 750 mm deszczu. Oficjalne raporty podały, że bez dachu nad głową zostało kilka tysięcy osób.
W Ameryce Łacińskiej od 1492 roku istniał zwyczaj nadawania huraganom imion od obchodów ostatniego święta przed nadejściem cyklonu. Dlatego też huragan Okeechobee nosi także alternatywną nazwę: San Felipe Segundo, ponieważ oko cyklonu weszło na ląd nad Portoryko po obchodach dnia Świętego Filipa. Wyraz segundo oznacza po hiszpańsku „drugi” – 52 lata wcześniej w Portoryko uderzył inny huragan o nazwie San Felipe.

### Bahamy
Oko cyklonu przeszło w niewielkiej odległości od wyspy Wielka Bahama. San Felipe Segundo był wtedy huraganem o sile 4 kategorii w pięciostopniowej skali Saffira Simpsona. Na wyspie odnotowano duże straty materialne. Według pierwszego raportu z wyspy, był to najsilniejszy cyklon, jaki uderzył w ten obszar. Podobnie jak w Portoryko, władze lokalne były dobrze przygotowane do nadejścia cyklonu, dzięki czemu zanotowano stosunkowo mało ofiar śmiertelnych; jedyna informacja mówiąca o ofiarach na tym obszarze dotyczyła slupa, który zatonął z 18 osobami na pokładzie.

### Południowa Floryda

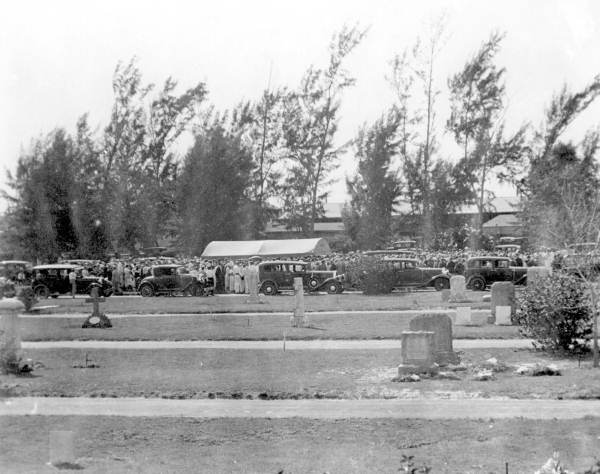
Pogrzeb ofiar w West Palm Beach

Zniszczenia na wybrzeżu Florydy były katastrofalne. Miami, które znajdowało się daleko od punktu wejścia cyklonu nad półwysep, wyszło z tego sztormu prawie bez szwanku; podobnie było w przypadku Hollywood oraz miasta Fort Lauderdale – w tym ostatnim mieście zerwane zostały linie energetyczne i telefoniczne. Na obszarze od miasta Pompano Beach do miasta Jupiter poważnie uszkodzona została duża liczba budynków, czego przyczyną były silne wiatry oraz duży przypływ, który w pobliżu miejscowości Palm Beach osiągnął wysokość trzech metrów. Straty na wybrzeżu zostały oszacowane na kilka milionów dolarów. W mieście West Palm Beach zniszczonych zostało ponad 1700 domów; zginęło tam 26 osób. Podobnie jak w Portoryko i na Bahamach, ostrzeżenie meteorologiczne odpowiednio wcześniej dotarło do ludności.

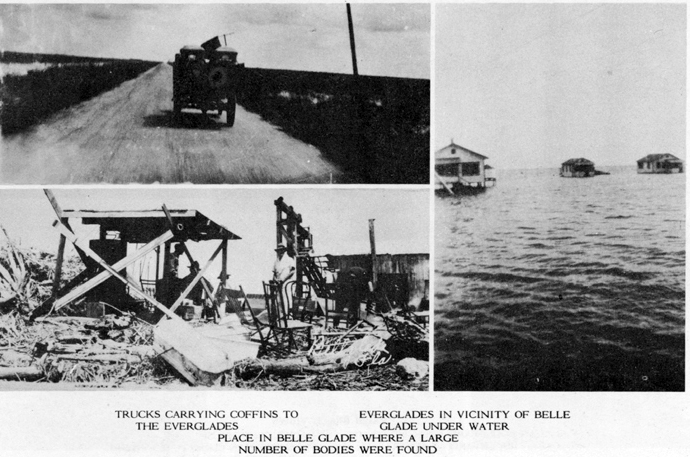
Zniszczenia po przejściu huraganu na Florydzie

Na półwyspie huragan przyniósł znacznie większe zniszczenia wzdłuż gęściej zaludnionego wybrzeża Jeziora Okeechobee. Mieszkańcy zostali ostrzeżeni o nadejściu huraganu, jednak nie nadszedł on na półwysep tak szybko, jak się tego spodziewano, co spowodowało, że większość ludzi wróciła do swoich domów przed nadejściem cyklonu. Gdy sztorm przechodził przez jezioro, siła wiatru wynosiła 225 km/h; wiał on z północy na południe, co spowodowało przypływ o wysokości 6 metrów, który przedarł się przez zaporę przeciwpowodziową na południowym brzegu jeziora i zalał obszar o wielkości setek mil kwadratowych. Domy znajdujące się na trasie przypływu zostały doszczętnie zniszczone. Zwłoki większości osób zostały przez przypływ przeniesione na mokradło Everglades; wiele z nich nigdy nie zostało wydobytych. Z powodu zmiany kierunku wiatru zniszczona została także zapora przeciwpowodziowa na północnym brzegu, co spowodowało podobną, lecz nieco mniejszą powódź.
Powódź utrzymywała się przez kilka tygodni, znacznie opóźniając próby uprzątnięcia zniszczeń. Około 75% wszystkich ofiar szybko zostało pochowanych w masowych grobach. Identyfikacja zmarłych i zaginionych była bardzo trudna, co spowodowało, że dokładna liczba ofiar nie jest znana. Czerwony Krzyż oszacował ich liczbę na 1836; ten bilans na wiele lat został uznany przez Biuro Pogodowe Stanów Zjednoczonych za oficjalny raport. Starsze źródła mówią o 3411 ofiarach; bilans ten zawiera także ludzi zmarłych na Karaibach. W roku 2003 bilans został zweryfikowany do „przynajmniej 2500 zmarłych”, czyniąc huragan Okeechobee drugą najbardziej morderczą klęską żywiołową w historii Stanów Zjednoczonych od czasu huraganu Galveston z 1900 roku. W masowym grobie na cmentarzu miejskim w Port Mayaca pochowano 1600 ofiar żywiołu.
Na Florydzie tysiące ludzi zostało bez dachu nad głową. Straty materialne zostały oszacowane na 25 milionów ówczesnych dolarów (250 milionów USD 2005). Gdyby podobny cyklon uderzył w półwysep w 2003 roku, spowodowałby zniszczenia o łącznej wartości prawie 19 miliardów dolarów. Jest to jak dotąd jeden z trzech huraganów z ciśnieniem atmosferycznym niższym niż 940 hektopaskali, który uderzył we Florydę; pozostałe dwa to huragan Great Miami z 1926 roku oraz huragan Andrew z 1992 roku.

### Pozostały obszar Stanów Zjednoczonych
Pełne raporty z przejścia cyklonu nad pozostałymi stanami nie są dostępne. Wiadomo jedynie tyle, iż cyklon wywołał przypływ o wysokości 2,1 metra w Karolinie Północnej, który wystąpił także w Norfolk w stanie Wirginia. Większość źródeł twierdzi jednak, że huragan nie spowodował większych zniszczeń w innych stanach.

## Skutki
| Miejsce | Huragan       | Rok  | Koszt zniszczeń (w mld USD w przelicz. na 2005) |
| ------- | ------------- | ---- | ----------------------------------------------- |
| 1       | Miami         | 1926 | 157                                             |
| 2       | Galveston     | 1900 | 99,4                                            |
| 3       | Katrina       | 2005 | 81                                              |
| 4       | Galveston     | 1915 | 68                                              |
| 5       | Andrew        | 1992 | 55,8                                            |
| 6       | New England   | 1938 | 39,2                                            |
| 7       | Pinar del Río | 1944 | 38,7                                            |
| 8       | Okeechobee    | 1928 | 33,6                                            |
| 9       | Donna         | 1960 | 26,8                                            |
| 10      | Camille       | 1969 | 21,2                                            |

### Problem rasowy
Mimo tego, iż na Florydzie huragan zniszczył wszystko na swojej drodze, najwięcej ofiar śmiertelnych odnotowano na obszarach ubogich znajdujących się wokół jeziora Okeechobee. Około 75% zabitych stanowili ludzie biedni, w większości czarnoskórzy. W trumnach zostały pochowane tylko ofiary o białym kolorze skóry; inne ciała zostały spalone lub zakopane w grobach masowych. Pogrzeby zostały posegregowane rasowo – jedyny grób masowy, nad którym stanął pomnik upamiętniający ofiary kataklizmu, zawarł tylko białe ciała. Ta niesprawiedliwość spowodowała napięcia rasowe, które trwają do dzisiaj. Sposób potraktowania czarnoskórych ofiar kataklizmu jest opisany w powieści Zory Neale Hurston „Ich oczy obserwowały Boga” (ang. Their Eyes Were Watching God).

### Ulepszenie budowania domów
Na południu Florydy solidnie zbudowane budynki z okiennicami nie poniosły praktycznie żadnych szkód. Wiatr spowodował natomiast poważne uszkodzenia w mniejszych domach. Budynki o mocnej konstrukcji, zbudowane ze stali, cegły, betonu lub kamienia, były odporne na wiatr – pomogły w tym także okiennice, które zapobiegły wybiciu szyb. Podobnie działo się już podczas huraganu Miami z 1926 roku, jednak dopiero zniszczenia po huraganie Okeechobee sprawiły, iż konstrukcje domów zaczęto poprawiać.

### Kontrola powodzi

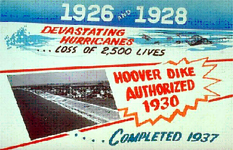
Tablica reklamująca ukończenie budowy Zapora Przeciwpowodziowa Herberta Hoovera

Aby zapobiec powtórzeniu się tragedii z lat 1926 i 1928, kiedy to przez wał ochronny przelała się woda zarówno podczas huraganu „Miami”, jak i „Okeechobee”, władza ustawodawcza Florydy postanowiła utworzyć Rejon Kontroli Powodzi „Okeechobee”, który miał współpracować z Korpusem Inżynieryjnym Armii Stanów Zjednoczonych (ang. United States Army Corps of Engineers), aby zapobiec następnym wylewom jeziora. Po osobistym zbadaniu wału ochronnego przez prezydenta Herberta Hoovera Korpus sporządził szkic nowego systemu, który utrzymywał konstrukcję wałów przeciwpowodziowych wzdłuż brzegu jeziora Okeechobee. Cały system spełniać miał odtąd funkcje ochrony fauny jeziora, oczyszczania wody oraz kontroli powodzi. Jednym z elementów konstrukcji była Zapora Przeciwpowodziowa Herberta Hoovera, zbudowana w latach 1932–1938 wzdłuż jeziora, o długości 135 km (później przedłużona do 225 km).